# Candid Huber
Candid Huber (né à Ebersberg le 4 février 1747 et mort à Stallwang le 15 juin 1813) est un moine bénédictin allemand, botaniste forestier, célèbre pour la bibliothèque de bois, collection de bois sous la forme de livres, qu'il a confectionnée et vendue en souscription.

## Biographie
Élève des jésuites à Ebersberg, Candid Huber obtient son Abitur à Munich et poursuit une formation musicale au collège jésuite de Passau. En 1768, il entre chez les bénédictins de Niederaltaich et est ordonné prêtre en 1772 ; de 1785 à 1799, il est vicaire à Ebersberg et, jusqu'en 1803, administrateur de la Leopoldswald, forêt dépendant de l'abbaye de Niederaltaich.
Il se passionne pour les sciences naturelles, en particulier la botanique, les sciences forestières et l’entomologie. Avec l'appui de l'académie des sciences de Munich, il entreprend de nombreuses prospections en Bavière pour rassembler une collection d'échantillons de bois et, en 1791, annonce la confection d'une Holzbibliothek  (« bibliothèque de bois ») de quelque 150 volumes, contenant toutes les espèces indigènes de Bavière et proposée en souscription,.
À la suite de la fermeture du monastère et à la dispersion de sa communauté, il passe les dix dernières années de sa vie à Stallwang, près de Landshut, où il meurt à l'âge de 66 ans.
Ses contemporains l'avaient surnommé das Holz- und Käferherrle (« l'homme du bois et des coléoptères »).

## Publications
- (de) Ankündigung einer natürlichen Holz-Bibliothek, Ebersberg, 1791, 8 p. (lire en ligne)
- (de) Holzbibliothek nebst Erläuter, dazu in Tabellen, Munich, 1792-1805, 4 p.
- (de) Kurzgefasste Naturgeschichte der vorzüglichsten Holzarten nach ihrem verschiedenen Gebrauch in der Landwirthschaft, München, 1793. ( voir présentation dans Neue allgemeine deutsche Bibliothek, vol. 12, no 1, 1794, p. 379-382)
- (de) Ueber die Art und Weise wie die Fruchtbaumzucht in unserm Vaterlande am leichtesten und gemeinnützlichsten empor gebracht werden könne : Eine Abhandlung welcher die churfürstl. sittlich-landwirtschaftl. Akademie zu Burghausen im December 1793 der ersten Preis ertheilte, Munich, Lutzenberger, 1794, 66 p. (lire en ligne)
- (de) Vollständige Naturgeschichte aller in Deutschland einheimischen und einiger nationalisirten Bau- und Baumhölzer : In besonderer Hinsicht auf alle Feinde und Hindernisse ihres Wachsthumes... : nebst einem Nachtrage über das Kohlenwesen und mehrere auf Blättern der Bäume vorkommenden Gewächse, Munich, Königl.-Baierischer Deutschen Schulbücher-Hauptverlag, 1808, 148 p., in II Bänden (lire en ligne)

## Hommages
Une rue d'Ebersberg, sa ville natale, porte son nom.